# Хуайсай

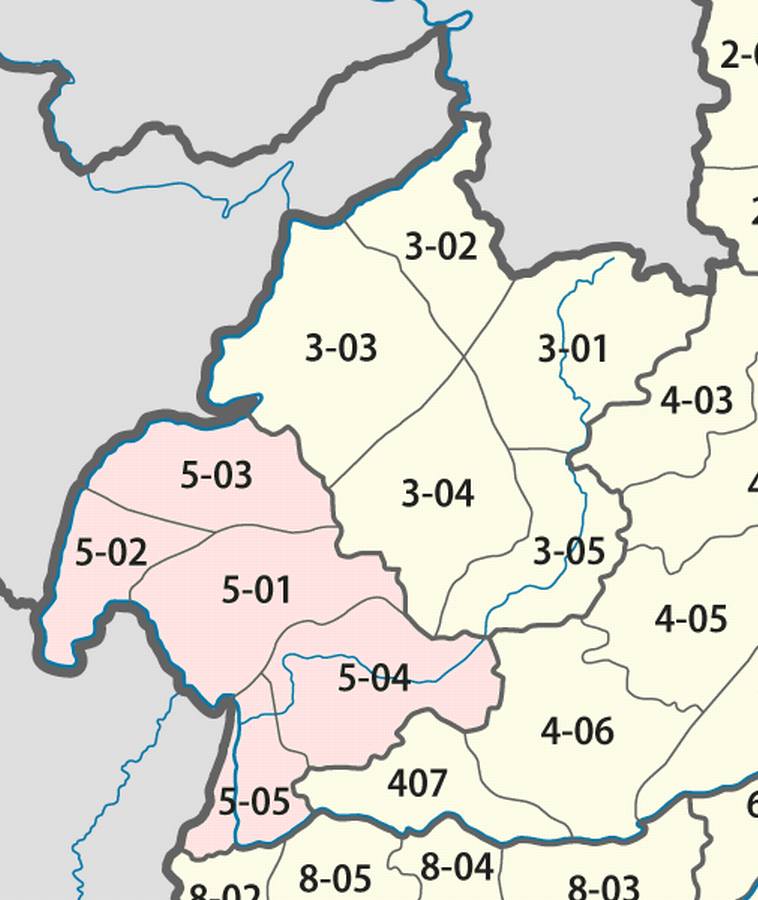
Число 5-01

Хуайсай — один з районів (лаос. ເມືອງ муанг) провінції Бокеу, Лаос.